# Illyrische Kriege

Illyrien zur vorrömischen Zeit

Die illyrischen Kriege waren zwei militärische Auseinandersetzungen der römischen Republik mit verschiedenen illyrischen Stämmen und deren Königen. Sie ereigneten sich im letzten Drittel des 3. Jahrhunderts v. Chr. und markieren den Beginn der römischen Expansion östlich von Italien.

## Der Erste Illyrische Krieg

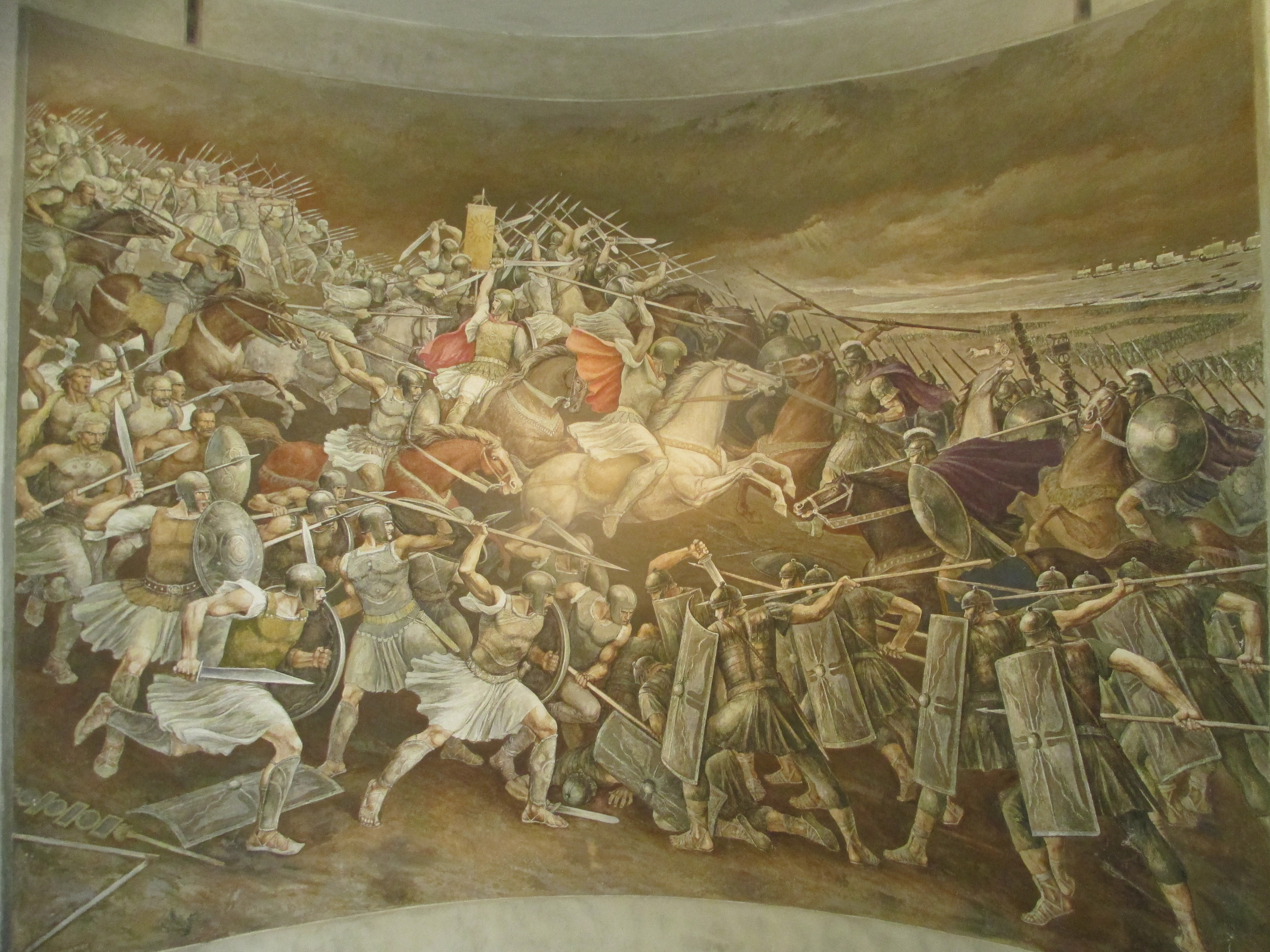
Illyrische Kriege

Den ersten illyrischen Krieg führten die Römer 229/228 v. Chr. gegen Teuta, die Königin der Labeaten. Das militärische Unternehmen gegen die illyrische Königin war nicht geplant, vielmehr kam es zum Eingreifen der Römer an der östlichen Adriaküste, weil die illyrische Piraterie römische Handelsinteressen schädigte und die mit Rom verbündete griechische Kolonie Issa den Senat schon 230 um Hilfe gegen illyrische Übergriffe gebeten hatte. Außer Issa waren auch die griechischen Kolonien Apollonia und Epidamnos (beide im heutigen Albanien) mit den Römern verbündet.
Bei Plünderungszügen im Seegebiet zwischen Butrint und Korfu hatten Teutas Piraten römische Kaufleute geschädigt und damit das Eingreifen des Senats provoziert. Der Senat schickte 229 zwei Gesandte zu Teuta nach Shkodra, um Wiedergutmachung für die Geschädigten und die Einstellung der Kaperaktivitäten zu fordern. Die Königin weigerte sich, und einer der Gesandten drohte ihr deshalb mit dem militärischen Eingreifen der Römer, woraufhin Teuta ihn töten ließ.
Der Krieg war nun nicht mehr zu vermeiden. Sofort wurde eine römische Armee nach Illyrien geschickt. Sie stand unter dem Kommando der beiden Konsuln Gnaeus Fulvius Centumalus und Lucius Postumius Albinus. Die aus 200 Schiffen bestehende römische Flotte fuhr zuerst nach Korfu, das von Demetrius, einem Flottenkommandanten der Teuta, kampflos übergeben wurde. Er wechselte auf die römische Seite und durfte die Insel nun im Namen der neuen Herren verwalten.
Die Römer landeten dann bei Apollonia und stießen nach Norden vor. Vor Shkodra wurde die Königin endgültig besiegt. Sie musste sich 228 v. Chr. harte Friedensbedingungen diktieren lassen. Ihr blieb nur die Herrschaft über Shkodra, und sie musste Tribut an die Römer zahlen. Schließlich durften fortan nie mehr als zwei illyrische Schiffe in das Seegebiet südlich von Lissos segeln. Das Königreich der Labeaten war beseitigt, die Freiheit der griechischen Kolonien wiederhergestellt, die illyrische Seemacht gebrochen und das Gebiet der Labeaten im heutigen Albanien stand nun unter der indirekten Kontrolle Roms.
Als neue Größe im regionalen Kräftespiel war Demetrios von Pharos ins Spiel gekommen, weil ihm die Römer die Herrschaft über Korfu gelassen hatten. Demetrius, der vorher schon Herr der Insel Pharos an der dalmatinischen Küste war, konnte sich auch weitere Orte aus der Erbmasse des Labeatenreiches aneignen. Damit verfügte Demetrios, ein militärischer Abenteurer und politischer Hasardeur, über genügend Ressourcen, um weitere Kriegszüge durchzuführen.

## Der Zweite Illyrische Krieg

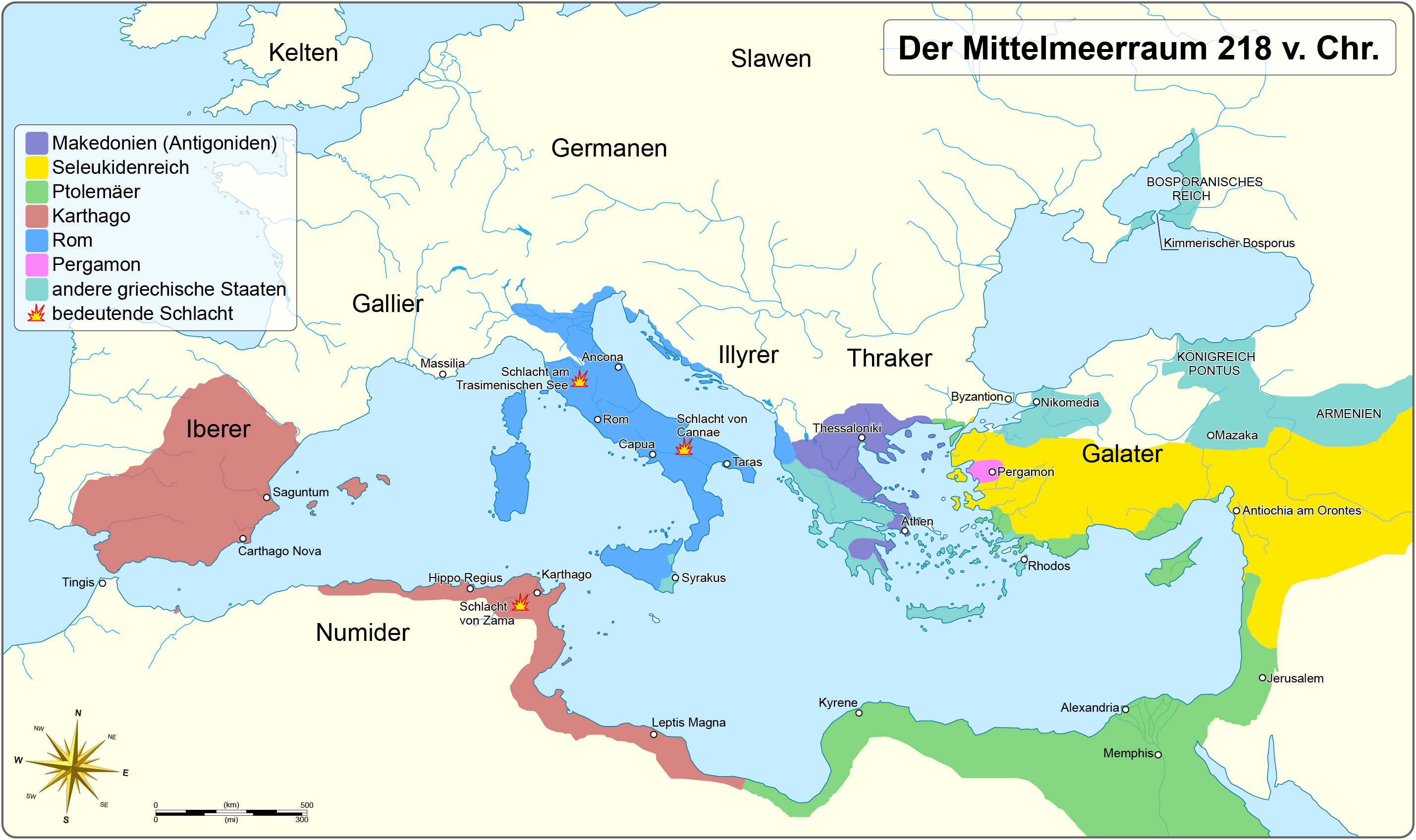
Der Mittelmeerraum 218 v. Chr.

Das Eingreifen der Römer hatte die Lage an der östlichen Adriaküste nur für einige Jahre beruhigen können. Nach 228 v. Chr. hatten die Römer nicht daran gedacht, sich dauerhaft in Illyrien festzusetzen. Die von ihnen nach dem ersten illyrischen Krieg implementierte Friedensordnung erwies sich als instabil. Mit der Stärkung des Demetrius von Pharos hatte der Senat selbst einen Unsicherheitsfaktor geschaffen. Der neue starke Mann an der illyrischen Küste wandte sich bald von Rom ab und verbündete sich mit dem makedonischen König Antigonos III. Doson gegen die Spartaner. Indem Demetrius 219 v. Chr. ein Bündnis mit dem illyrischen Fürsten Scerdilaidas einging und eine illyrische Flotte zu Raubzügen an die Küste der Peloponnes und in die Ägäis führte, verletzte er den Friedensvertrag aus dem Jahr 228 v. Chr., wodurch eine Reaktion Roms provoziert wurde.
Unmittelbar vor Ausbruch des Zweiten illyrischen Kriegs war die politische und militärische Lage für die Römer viel komplizierter als zehn Jahre zuvor. Zum einen begann zur selben Zeit der Zweite Punische Krieg, zum anderen hatte Makedonien durch das Bündnis mit Demetrius deutlich gezeigt, dass es Illyrien und Epirus als Teil seiner Interessensphäre betrachtete.
Dennoch entschloss sich der Senat, den Bruch des Friedensvertrags zu bestrafen, und entsandte im Frühjahr 219 v. Chr. ein Heer unter Konsul Lucius Aemilius Paullus gegen Demetrius und seine illyrische Klientel. Die Römer konnten sich auf dem Festland in kürzester Frist durchsetzen, und Demetrius zog sich nach Pharos zurück. Doch auch dort konnte er sich nicht halten. Er floh an den makedonischen Hof, wo nach dem Tod des Antigonos (221 v. Chr.) der junge Philipp V. regierte, dessen engster Vertrauter Demetrius wurde.
Die Römer waren nun die Herren der gesamten östlichen Adriaküste von Histria bis Aulona. Als Protektorat wurden diese Gebiete Teil des Imperiums, wobei die griechischen Städte Autonomie genossen – insbesondere jene, die schon seit längerem mit Rom verbündet waren. Ins Landesinnere reichte die römische Macht jedoch nicht.
Mit Glück hatte Rom den Zweiten Illyrischen Krieg in kürzester Frist beenden können, vor allem weil die Makedonier wegen des kurz zuvor erfolgten Thronwechsels nicht eingreifen konnten. Einen dauerhaften Frieden hatten die Römer indes nicht erreicht. Vielmehr war ihnen mit Makedonien ein weit stärkerer Gegner erwachsen. Demetrius, der nun als Berater am Königshof wirkte, konnte Philipp V. zu einem Bündnis mit Karthago bewegen. 215 v. Chr. brach der Erste Makedonisch-Römische Krieg aus.